# Leeuwenhoekstraat
De Leeuwenhoekstraat is een straat in Amsterdam-Oost.

## Geschiedenis en ligging
Hier lag eeuwenlang agrarisch terrein dat sinds 1795 bestuurd werd door de gemeente Nieuwer-Amstel. Omdat het grondgebied van Amsterdam in de voorafgaande twee eeuwen nauwelijks uitgebreid was en men dringend meer ruimte nodig had, werd in 1821 bij Koninklijk Besluit een nieuwe vaststelling van de gemeentegrens met Nieuwer-Amstel (sinds 1964 de gemeente Amstelveen) vastgesteld die niet meer consequent de 100-gaardengrens volgde. De stadsgrens kwam hier globaal te liggen waar later de Vrolikstraat en Grensstraat verschenen. Gemeente Amsterdam annexeerde dit gebied om huizen te kunnen bouwen. Op 15 november 1876 nam de gemeenteraad straten in deze Weesperzijdebuurt te vernoemen naar wetenschappers; in dit geval Antoni van Leeuwenhoek. Andere straten zijn vernoemd naar bijvoorbeeld Herman Boerhaave, Jan Swammerdam, die laatste werd ook naamgever van het buurtje (Swammerdambuurt). Niet veel later bouwde Amsterdam de terreinen vol.
Antoni van Leeuwenhoek werd wereldberoemd vanwege zijn Van Leeuwenhoekmicroscoop. Meerdere gemeenten vernoemden straten naar hem. Die belangrijkheid is niet terug te vinden in de naar hem vernoemde straat in Amsterdam.  De straat is amper zeventig meter lang; ter vergelijking: het Antoni van Leeuwenhoekziekenhuis in dezelfde stad meet 235 bij 235 meter. Voor wat betreft plattegrond lijkt de straat op een hofje. De in- en uitgangen van de straat zijn vrij nauw; het middenstuk is iets breder. Desalniettemin was de straat in opzet geschikt gemaakt voor alle verkeer. Van die mogelijkheid werd steeds meer afgesnoept tot er begin 21e eeuw voetgangersgebied van werd gemaakt.  Sindsdien is het een speelgelegenheid in deze dichtbebouwde buurt. Straat en pleintje zijn gelegen tussen de Eerste Boerhaavestraat en Deymanstraat (vernoemd naar wetenschapper Jan Deyman).  
Gezien de breedte van de straat was/is hier geen openbaar vervoer mogelijk.

## Gebouwen
Een deel van de oorspronkelijke bebouwing werd al eind 20e eeuw gesloopt. De tijdens de revolutiebouw gebouwde woninkjes waren toen opgebruikt en in dermate slechte staat dat afbraak de enige optie was, ook al was daar wel verzet tegen, ingegeven door de te verwachten huurverhogingen. De sloop en nieuwbouw zorgde voor een eigenaardige huisnummering. Van noord naar zuid begint de nummering met 1 en 2 (uit 2003), daarna volgen oneven huisnummers 11-23 (uit 1987; ontwerp Rob Budding en Ronald Wilken), dan nog een oorspronkelijk rijtje 4 tot en met 7 en de afsluiting af met oneven huisnummers 51 tot en met 65 (uit 1987, ontwerp Budding en Wilken).. In de straat staan geen gebouwen met een monumentstatus. (gegevens 2024).

## Kunst
Nadat de straat voetgangersgebied was geworden, was er plaats van kunst in de openbare ruimte. In de straat liggen de Drie leeuwtjes van Alice Helenklaken van Handle with Care.

## Afbeeldingen

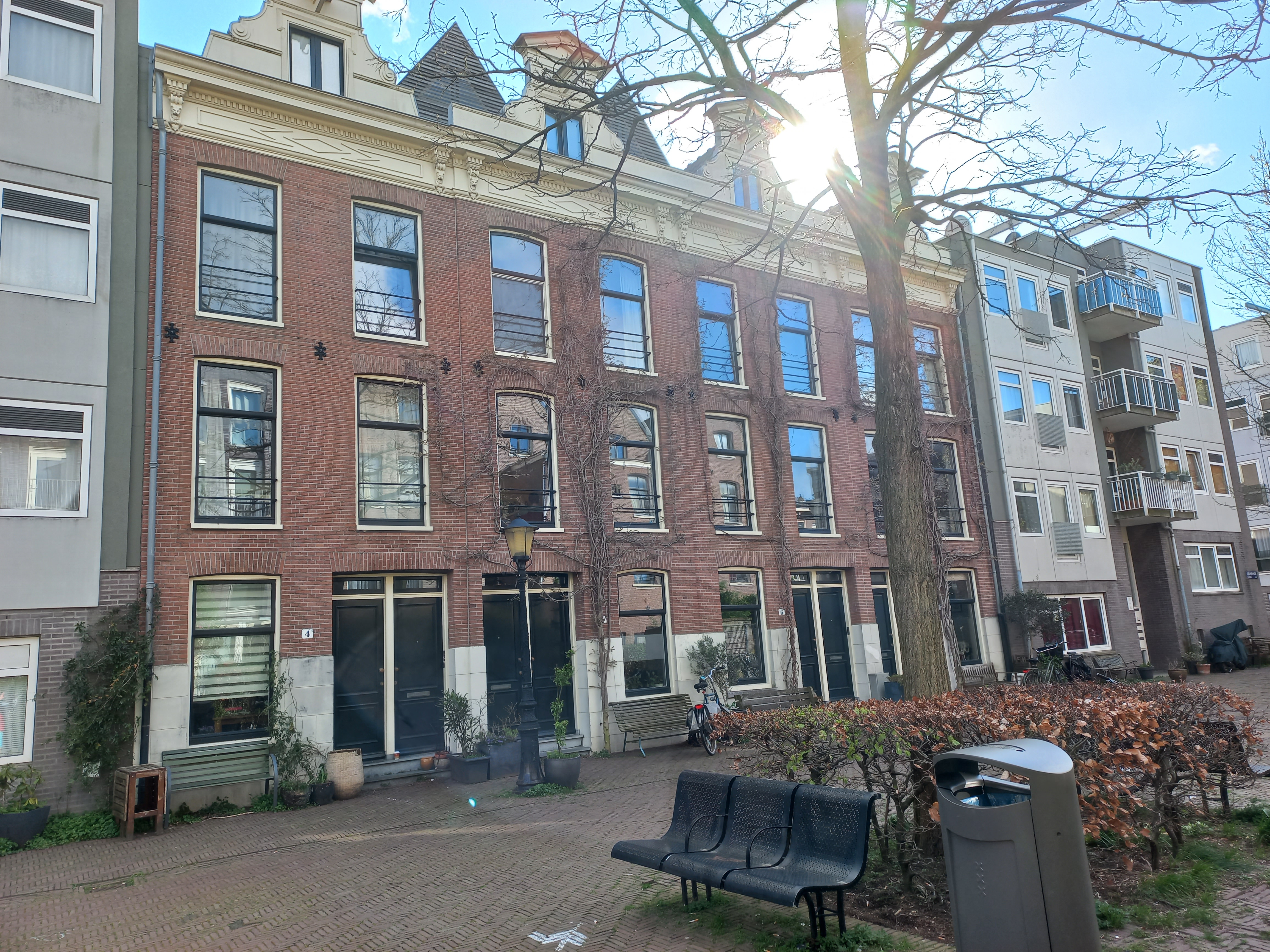
Blokje oudbouw (april 2024)

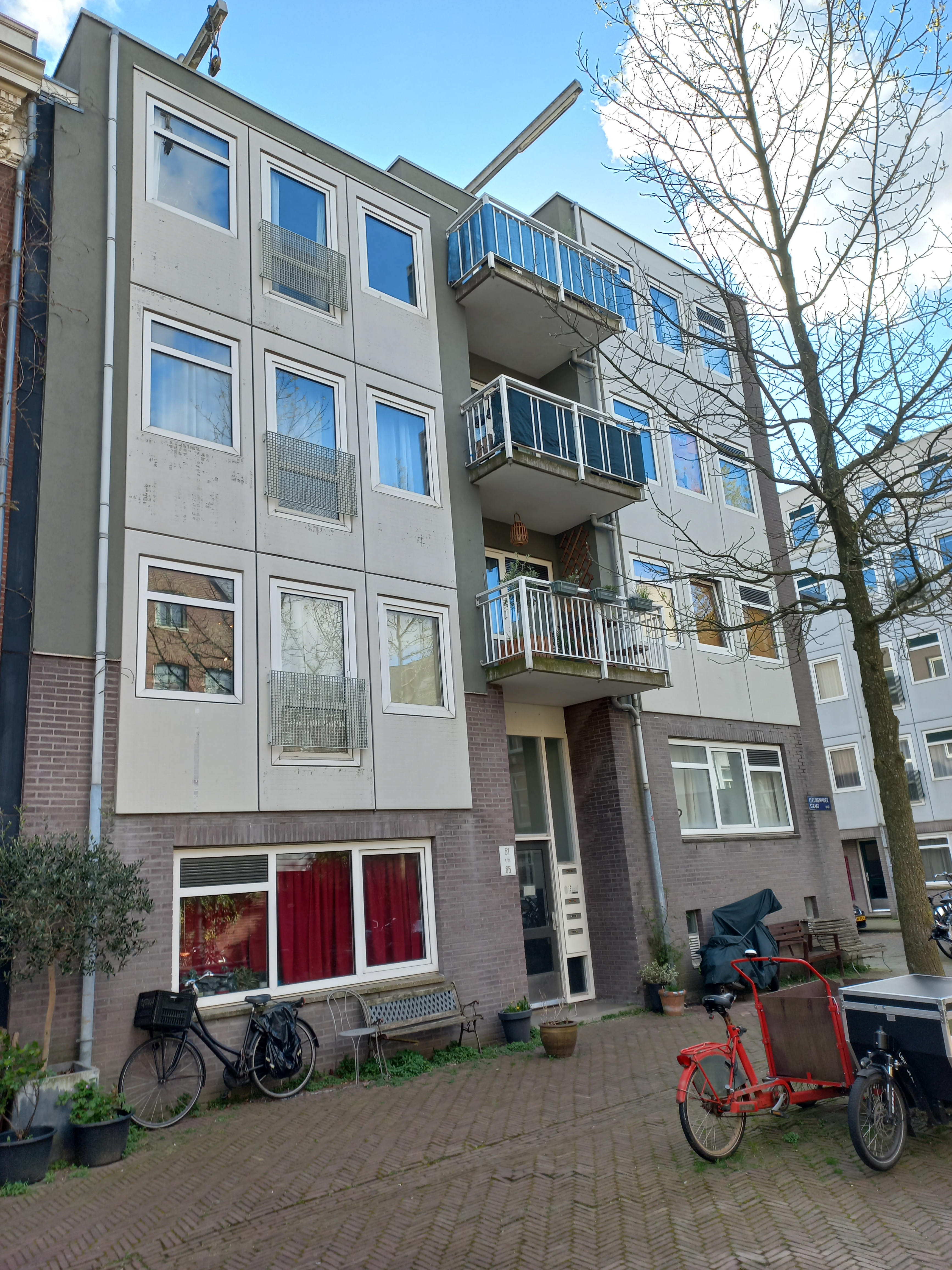
Leeuwenhoekstraat 51-65 (april 2024)